# آن هوكينغ
آن هوكينغ (بالإنجليزية: Anne Hocking)‏ (1890، لندن في المملكة المتحدة - 1966، إنجلترا في المملكة المتحدة)؛ روائية بريطانية.